# Stefanovits Pál
Stefanovits Pál (Kassa, 1920. november 24. − 2016. augusztus 4.) magyar vegyészmérnök, talajtanász, egyetemi tanár, a Magyar Tudományos Akadémia rendes tagja. A talajtérképezés, a talajképződési folyamatok és a mezőgazdasági környezetvédelem neves tudósa. Több magyar vonatkozású talajjal kapcsolatos térkép elkészítése fűződik a nevéhez. 1969 és 1975 között a Gödöllői Agrártudományi Egyetem (ma: Szent István Egyetem) rektorhelyettese. Fiai Stefanovits Péter festőművész és ifj. Stefanovits Pál kertészmérnök.

## Életpályája
1938-ban érettségizett, majd felvették a József Nádor Műszaki és Gazdaságtudományi Egyetem Mérnöki és Építészmérnöki Karára. Itt szerzett vegyészmérnöki diplomát 1942-ben. Ennek megszerzése után a Földtani Intézetnél kapott állást, majd 1949-ben átkerült az MTA Talajtani és Agrokémiai Intézetébe, ahol tudományos munkatársi beosztásban kezdett el dolgozni. Több mint tizenöt éves kutatóintézeti tevékenység után, 1965-ben a Gödöllői Agrártudományi Egyetem (ma: Szent István Egyetem) talajtani tanszékén kapott egyetemi tanári kinevezést, egyben megbízták a tanszék vezetésével is. Tanszékvezetői pozícióját a tanszék talajtani és agrokémiai tanszékké történt 1988-as átalakítása után is megtartotta. Közben 1969 és 1975 között az egyetem rektorhelyettese volt. 1990-ben professor emeritusi címet kapott.
Addigi munkássága elismeréseképpen 1952-ben megkapta a mezőgazdasági tudományok kandidátusa fokozatot, 1967-ben pedig megvédte akadémiai doktori értekezését. Az MTA Talajtani és Agrokémiai Bizottságának lett tagja, amelynek több éven át elnöke is volt. 1970-ben a Magyar Tudományos Akadémia levelező, 1976-ban pedig rendes tagjává választották. 1990 és 1996 között az Agrártudományok Osztálya elnöke volt, ilyen minőségében részt vett az MTA elnökségében is. 1995-ben a Doktori Tanács tagja lett, itt 2000-ig tevékenykedett. Emellett 1982-ben az Osztrák Tudományos Akadémia, 1984-ben a Leopoldina Akadémia, 1991-ben az Orosz Mezőgazdasági Akadémia, 1993-ban az Ukrán Tudományos Akadémia, valamint 1998-ban a Közép-európai Tudományos és Művészeti Akadémia is felvette tagjai sorába. Akadémiai tisztségein kívül a Magyar Agrártudományi Egyesület vezetőségi tagja, a Magyar Földtani Társaság, a Magyar Földrajzi Társaság, a Magyar Kémikusok Egyesülete tagja lett. A Talajtani Társaság tiszteletbeli elnökévé választották. 1989 és 1996 között a Kossuth- és Széchenyi-díj Bizottság tagja volt. Hat éven át tagja volt az Országos Környezetvédelmi Tanácsnak. Az Agrokémia és Talajtan című tudományos szakfolyóirat szerkesztőbizottságának alapítása óta tagja, valamint 1990 és 2000 között az MTA hivatalos lapja, a Magyar Tudomány szerkesztőbizottságának volt tagja.

## Munkássága
Fő kutatási területe a talajtérképezés, a talajképződési folyamatok és a mezőgazdasági környezetvédelem. Elkészítette Magyarország több talajtérképét, emellett talajpusztulási és agyagásvány-térképét is. Részt vett a FAO és az UNESCO által szervezett Európa Talajtérkép szerkesztésében, bejárva Európa különböző országait.
Kutatásai során vizsgálta többek között az agyagbemosódást és annak talajra vonatkozó hatásait, illetve a kovárványképződést és az agyagosodást. Ennek segítségével és munkássága egyéb kutatásai során továbbfejlesztette a talajosztályozási rendszert. Továbbá munkatársaival a földértékelés módszerét dolgozta ki, ennek segítségével összeállították a talaj- és termőhelyi értékszám talajgenetikai alapokon történő kiszámításának módszerét. A geológiai, talajtani és talajvédelmi oktatásban iskolát teremtett („Stefanovits-iskola”). Számos talajtudós és környezetvédelmi szakember mesterének számít. Ángyán Józseffel együtt kidolgozta, valamint elindította a környezetvédelmi szakmérnök képzést és Barczi Attilával az egyetem Környezetgazdálkodási Intézetét.

## Díjai, elismerései
- Treitz Péter-emlékérem (1973)
- Tessedik Sámuel-emlékérem (1978)
- Állami Díj (1985) – Az általános talajtan és a környezetvédelem területén végzett kiemelkedő oktató, kutató és irodalmi munkásságáért.
- MTESZ-díj (1992)
- A Magyar Köztársasági Érdemrend középkeresztje (1996)
- Ipolyi Arnold tudományfejlesztési díj (1997, OTKA)
- Akadémiai Aranyérem (1999)
- Eötvös József-díj (2007)
- A Szent István Egyetem és a bécsi Universität für Bodenkultur díszdoktora

## Főbb publikációi
- Magyarország talajai (1956, 1963)
- Magyarország genetikus talajtérképe (társszerző, 1960)
- Magyarország eróziós térképe (társszerző, 1964)
- Brown Forest Soils of Hungary (1971)
- A talajtérképezés feladatai a mezőgazdasági tervezésben (1971)
- Talajtan (1975, 1981, 1996)
- Talaj és környezet (1977)
- Talajvédelem és környezetvédelem (1977)
- A magnézium forrásai és jelentősége az élővilágban (társszerk., 1992)
- A talajok ásványtani eredményeinek mezőgazdasági felhasználása, értelmezése, jelentősége (1993)

## További irodalom
- Várallyay György: Stefanovits Pál 70 éves. Agrokémia és Talajtan, 1990
- Kovács Ferenc (szerk.): Stefanovits Pál. In: Az MTA Agrártudományok Osztálya 50 éve. Budapest, 1999